# Parque de Maria Luisa
Parque de Maria Luisa är en park i Spanien.   Den ligger i provinsen Provincia de Sevilla och regionen Andalusien, i den sydvästra delen av landet, 400 km sydväst om huvudstaden Madrid. Parque de Maria Luisa ligger 19 meter över havet. Arean är 100 kvadratkilometer.
Terrängen runt Parque de Maria Luisa är huvudsakligen platt, men åt nordväst är den kuperad.Runt Parque de Maria Luisa är det mycket tätbefolkat, med 1 956 invånare per kvadratkilometer. Närmaste större samhälle är Sevilla, 1,6 km nordost om Parque de Maria Luisa. Runt Parque de Maria Luisa är det i huvudsak tätbebyggt.